# 페르난도 고메스 콜로메르
페르난도 고메스 콜로메르(스페인어: Fernando Gómez Colomer, 1965년 9월 11일, 발렌시아 지방 발렌시아 ~)는 줄여서 페르난도(스페인어: Fernando)로 알려진 스페인의 전 축구 선수로, 현역 시절 공격형 미드필더로 활약하였다.
그는 프로 무대에서 활동하던 시절, 발렌시아와 밀접하게 활동했는데, 그는 이 곳에서 18세의 나이로 라 리가 신고식을 치러, 구단과 동행하며 100번이 넘게 공식 경기 득점을 기록했으며, 은퇴 후에는 단장직을 맡기도 하였다.
페르난도는 스페인 국가대표팀 일원으로 1990년 FIFA 월드컵에 참가했었다.

## 클럽 경력
발렌시아 태생인 페르난도는 현역 시절 대부분을 고향의 발렌시아에서 보냈는데, 성인 무대에서 이 구단을 소속으로 15년을 보냈다. 그는 미드필더 치고는 보통을 능가하는 골 결정력을 자랑하는 특출한 플레이메이커로서 명성을 쌓았는데, 그는 2시즌 각각 14골씩 기록하였고, 3시즌은 10골을 기록했었으며, 나중에는 발렌시아의 선수단 주장을 맡기도 했다. 그는 동지 소속으로 역대 최다인 라 리가 421경기에 출전하였고, 모든 대회 통틀어 142번 골망을 갈라 구단 최다 득점 4위에도 이름을 올렸다.
1984년 1월 15일, 2군인 메스타야에서 올라온 페르난도는 1-2로 진 바야돌리드와의 원정 경기에서 1군 첫 경기를 치렀다. 그는 1986-87 시즌에 접어들어 선수단의 주전으로 도약했는데, 같은 시즌 발렌시아는 1시즌 만에 세군다 디비시온에서 1부 리그 재진입에 성공하였다. 이 시즌을 제외하고 그가 발렌시아 소속으로 있었을 때에는 항상 1부 리그에 속해 있었는데, 이 중 2년을 리그 준우승을 거두었고, 1994-95 시즌에는 코파 델 레이 준우승의 성적을 거두었다.
페르난도는 1988-89 시즌에 돈 발론지로부터 올해의 국내 선수로 선정되었고, 같은 해 말에 스페인 국가대표팀에 합류하였다. 그는 1998년 8월에 오랫동안 활약하던 메스타야를 떠나 잉글랜드 풋볼 리그 1부의 울버햄프턴으로 자유이적하였다. 그는 1년 만에 스페인 무대에 복귀했는데, 그는 같은 발렌시아 지방 연고의 세군다 디비시온 B에 속한 카스테욘으로 이적하였다.
또다시 1년이 지난 후, 페르난도는 2000년에 거의 35세가 되어서 현역에서 은퇴하였다. 그는 단장으로서 구단에 남아 계속 근무하였는데, 이후 라디오와 텔레비전의 스포츠 해설가로 일했다. 그러나, 2008년 7월, 그는 발렌시아로 복귀하여 다시 단장직을 맡았으나, 2년 뒤에 사표를 냈다.

## 국가대표팀 경력
페르난도는 스페인 국가대표팀 경기에 8번 출전하였고, 2골을 넣었는데, 1989년 11월 15일, 4-0으로 이긴 헝가리와의 1990년 FIFA 월드컵 예선전 경기에 출전해 세비야에서 열린 이 경기의 승리를 장식한 마지막 골을 넣었다. 그는 이후 이탈리아에서 열린 본선을 앞두고 스페인 국가대표팀 선수단 일원으로 발탁되었는데, 그는 3-1로 이긴 대한민국과의 조별 리그 경기에서 교체로 출전하였다.
페르난도는 앞서 청소년 국가대표팀 일원으로 1985년 FIFA 세계 청소년 축구 선수권 대회에 참가했는데, 준우승을 차지한 이 대회에서 3골을 넣어 이 대회의 공동 득점왕으로 등극했다.

## 수상

### 클럽
발렌시아
- 세군다 디비시온: 1986–87[5]
- 코파 델 레이 준우승: 1994–95[6]

### 국가대표팀
스페인 U-20
- FIFA U-20 월드컵 준우승: 1985[13]